# Kaliber
Et våbens kaliber angiver den indvendige diameter af våbnets pibe (for skydevåben med kaliber under 20 mm) eller rør (for kaliber over 20 mm, fx kanoner eller mortérer) målt over riflingens felter i millimeter eller centimeter (for skibskanoner). Våbnets kaliber anvendes også indirekte til at angive rørets længde på en kanon. F.eks. betyder L25, at kanonens rør har en længde på 25 gange kanonens kaliber.
Normalt betyder et længere pibe/rør en længere skudvidde med den samme drivladning.
Kaliber kan også betyde projektilets diameter som decimal af en engelsk tomme (inch, symbol: "). En "salonpatron" som er 5,6 mm i diameter er derfor en kaliber .22 (0,22" = 5,588 mm).

## Historie
Kaliberbetegnelserne kommer fra haglbøssens hjemland, England, hvor kalibrene tilbage i 1800-tallet blev bestemt ved at støbe lige store runde kugler af et engelsk pund (454 gram) bly. Det løb som kuglerne akkurat kunne passere, fik en betegnelse efter det antal kugler, der blev ud af pundet. Valgte man derfor kugler svarende til diameteren på et givent løb og kunne støbe 12 stykker af et pund bly, fik løbet betegnelsen kaliber 12. Blev der 20 kugler af et pund bly, svarede kuglernes diameter til et kaliber 20 løb.